# BumpTop
BumpTop es un prototipo de entorno de escritorio, diseñado para mejorar la funcionalidad tradicional de los ordenadores al emular el comportamiento normal de un escritorio del mundo real. Es controlado por la interacción del puntero, por lo que es más adecuado para Tablet PC y palmtops. Fue creado en la Universidad de Toronto por Anand Agarawala como tesis de maestría. Anand Agarawala realizó una presentación en la conferencia TED esta idea. La versión 1.0 fue lanzada el 8 de abril de 2009, junto con una versión pro con todas las funciones como una actualización paga.
En BumpTop, los documentos se comportan como bloques tridimensionales acostado en una mesa virtual. El usuario puede posicionar los bloques en el escritorio utilizando el lápiz óptico o un ratón. Hace amplio uso de la física con efectos del lanzado y golpes que se aplican a los documentos cuando interactúan para una experiencia más realista. Los bloques pueden apilarse de formas definidas. La selección múltiple se realiza por medio de un LassoMenu, esta herramienta es utilizada realizando un trazo alrededor de los elementos y posteriormente las tareas más comunes son mostradas en un menú tipo pastel.
BumpTop actualmente es compatible con Windows XP, Vista y 7, y una versión para Mac OS X fue lanzada en beta privada el 18 de enero de 2010. 
El 30 de abril de 2010, BumpTop fue comprado por Google.
El 5 de enero de 2011, Google lanzó un video de vista previa de Android 3.0 Honeycomb que muestra un escritorio 3D con características supuestamente tomadas de BumpTop.
En agosto de 2012, Google publicó el código fuente de BumpTop en GitHub bajo la licencia Apache. De acuerdo con el código fuente publicado, el proyecto ya no se mantiene.